# Turbina Banki

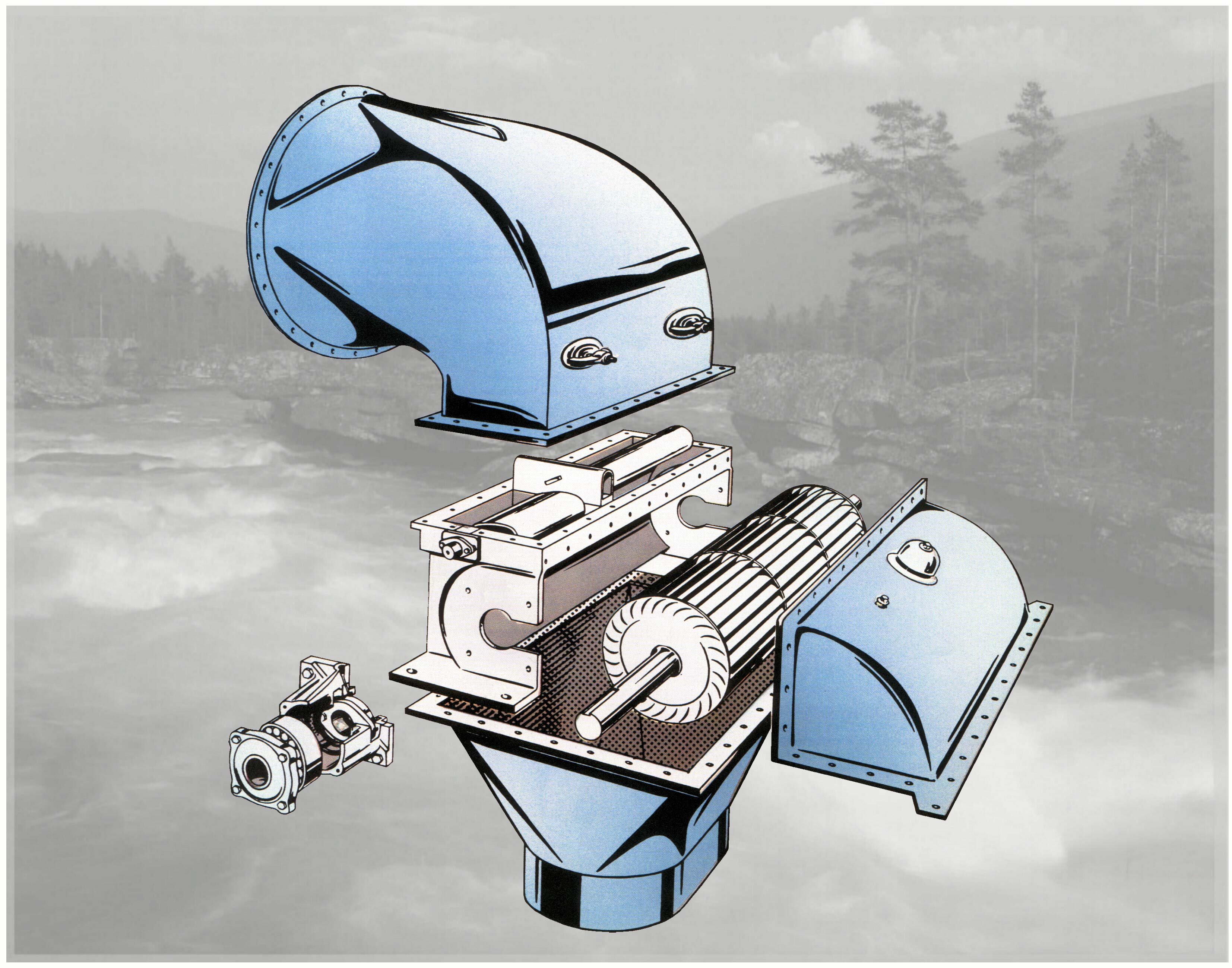
Turbina Banki

Una turbina Michell - Banki, nota anche come turbina Ossberger, è un tipo di turbina idraulica che deve il suo nome agli studiosi che la svilupparono: l'australiano Anthony Michell, l'ungherese Donát Bánki e il tedesco Fritz Ossberger.

## Storia
Il primo brevetto per questo tipo di turbina venne ottenuto da Michell nel 1903 e venne prodotta per molti anni da un'industria chiamata "Weymouth". Un analogo brevetto venne ottenuto da Ossberger nel 1922, fondando una propria azienda per la produzione industriale, azienda che è tutt'oggi il maggiore produttore di questo tipo di turbine.

## Caratteristiche
Questo tipo di turbina è impiegato su impianti di piccola potenza (indicativamente fino a qualche migliaio di kW); ha il pregio della semplicità costruttiva, che la rende adatta all'autocostruzione e all'impiego anche in contesti poveri, con conoscenze e attrezzature limitate. Di contro, il suo rendimento (circa 0,85) è inferiore rispetto a quello ottenibile da altri tipi di turbine (le tipologie classiche, quali Pelton, Turgo, Francis e Kaplan, possono superare lo 0,9), però rimane pressoché costante al variare della portata: proprio la sua costanza d'efficienza per un’elevata forbice di funzionamento ne consente l'utilizzo in un campo di impiego piuttosto ampio (portata = 40-13000 l/s, salto = 2–200 m).

## Funzionamento
Le componenti principali sono:
- il rotore, costituito dall'insieme delle pale e dall'albero centrale;
- l'iniettore, nella versione economica, è costituito da una cassa che avvolge in parte il rotore, ma non garantisce la variazione della portata fino all'83% in meno della Q di progetto come garantito da quelle regolate con doppio o singolo pomolo o flap deflettore tipo le turbine della Ossberger (detentrice del brevetto originale) o similari.
La sua sagomatura e in alcuni modelli la parzializzazione e divisione della portata divisa in 2/3 e in 1/3 consente arrivare appunto alla variazione massima sopracitata della portata e di indirizzare correttamente il flusso idrico sulle pale del rotore, con un arco di ammissione e geometria dell'iniettore che varia da circa 45° per quelle economiche o fatte in casa a un massimo di 120° per le professionali tipo le Ossberger, raramente in altri casi si superano i 90°,generalmente l'acqua investe le pale con un angolo di circa 16/17° sulla tangente del rotore.
- la cassa, tramite la quale l'acqua esce dalla turbina per essere scaricata in modelli professionali è a tenuta sull'albero turbina ed è fornita di condotto di scarico in aspirazione anche non tronconico come per le turbine a reazione, questo aiuta il rendimento totale ma non dà i vantaggi come per le turbine a reazione, essendo la Banki una turbina principalmente ad azione con una piccola reazione sullo scarico.

Il principio di funzionamento è il seguente: l'acqua, guidata dall'iniettore, entra tra le pale, percorre trasversalmente l'interno del rotore e quindi si scarica attraversando di nuovo le pale dalla parte opposta. Questo sistema fa sì che le pale siano percorse dall'acqua in entrambi i sensi (dall'esterno verso l'interno in ingresso, viceversa in uscita), facilitando la rimozione di eventuali corpi estranei. Quando le pale vengono investite dal flusso idrico, il rotore entra in rotazione e l'albero centrale trasmette l'energia meccanica così prodotta al generatore di corrente elettrica ad esso collegato.